# Faking It - Più che amiche
Faking It - Più che amiche (Faking It) è una serie televisiva statunitense ideata da Dana Min Goodman e Julia Wolov per la rete via cavo MTV, in onda per la prima volta tra il 2014 e il 2016.
La prima stagione, composta da otto episodi, è stata ordinata da MTV nell'ottobre 2013 e trasmessa dal 22 aprile 2014. Dal 15 marzo 2016 è trasmessa la terza stagione, dopo il termine della quale, il 13 maggio 2016, è stata annunciata la cancellazione della serie. In Italia la serie ha debuttato il 24 settembre 2014 su MTV, mentre a partire dalla seconda stagione è trasmessa in prima visione su MTV Next.
Nel mese di agosto 2014 la serie ha vinto un Teen Choice Award come "Choice TV Breakout Show".

## Trama
Alla Hester High School, ad Austin (Texas), essere diversi vuol dire essere popolari. Dopo vari tentativi falliti di farsi conoscere, Karma Ashcroft e la sua migliore amica Amy Raudenfeld, sono finalmente invitate ad una festa organizzata dal popolare Shane Harvey, anche se solo perché avevano dato l'impressione di essere una coppia.
Alla festa tutta la scuola viene a sapere delle due ragazze e per convincerle ad uscire allo scoperto decidono di nominarle reginette del ballo.
Karma convince Amy a mantenere l'apparenza per mantenere la popolarità raggiunta e nel frattempo attira l'attenzione dell'affascinante e popolare Liam Booker, mentre Amy si rende conto di provare dei sentimenti per la sua migliore amica.

## Episodi
| Stagione         | Episodi | Prima TV USA | Prima TV Italia |
| ---------------- | ------- | ------------ | --------------- |
| Prima stagione   | 8       | 2014         | 2014            |
| Seconda stagione | 20      | 2014-2015    | 2015            |
| Terza stagione   | 10      | 2016         | 2016            |

## Personaggi e interpreti

### Personaggi principali
- Amy Raudenfeld (stagioni 1-3), interpretata da Rita Volk, doppiata da Benedetta Ponticelli.
- Karma Ashcroft (stagioni 1-3), interpretata da Katie Stevens, doppiata da Gea Riva.
- Liam Booker (stagioni 1-3), interpretato da Gregg Sulkin, doppiato da Andrea Oldani.
- Lauren Cooper (stagioni 1-3), interpretata da Bailey De Young, doppiata da Tiziana Martello.
- Shane Harvey (stagioni 1-3), interpretato da Michael J. Willett, doppiato da Alessandro Capra.

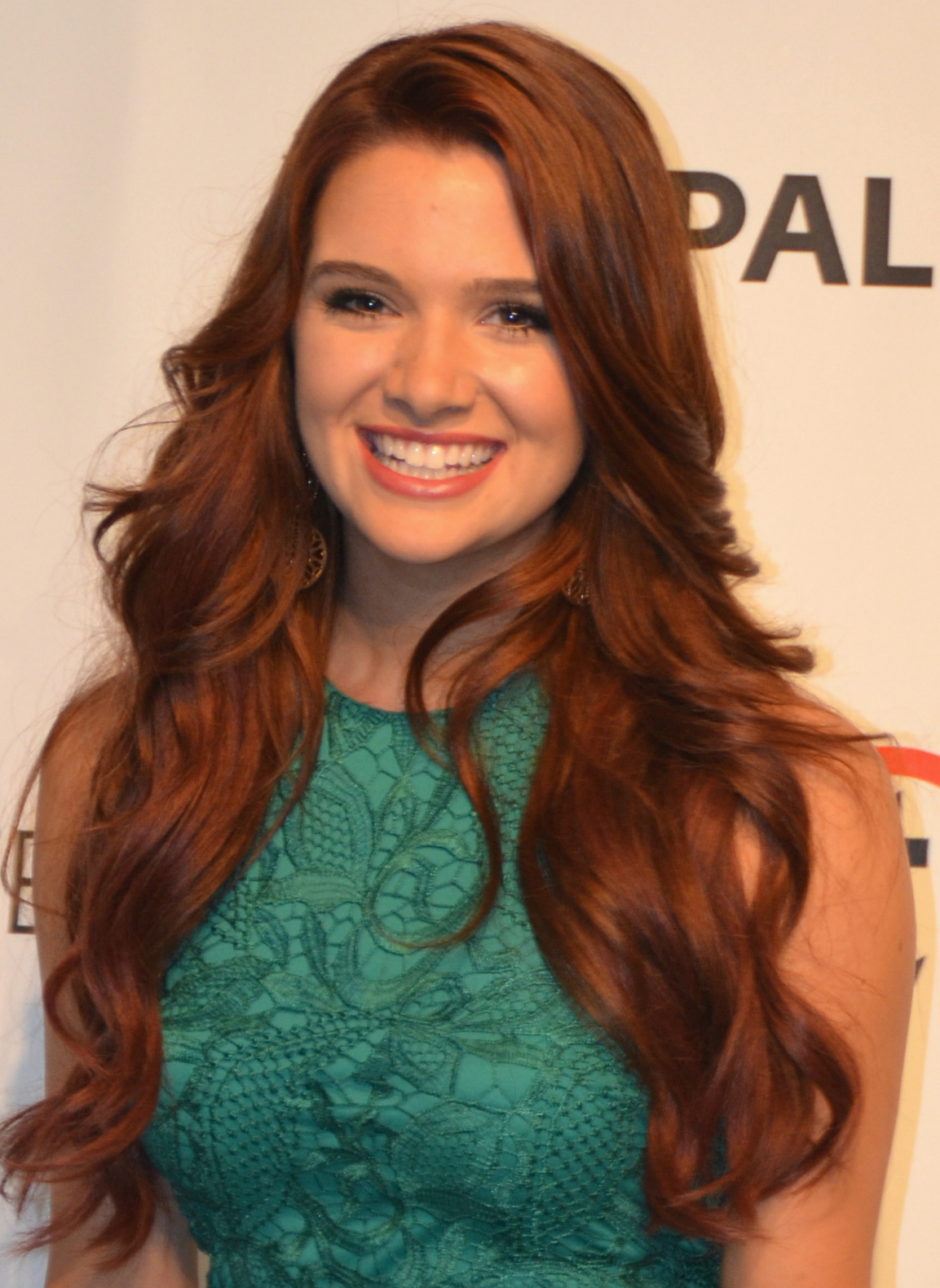
Katie Stevens interpreta Karma Ashcroft
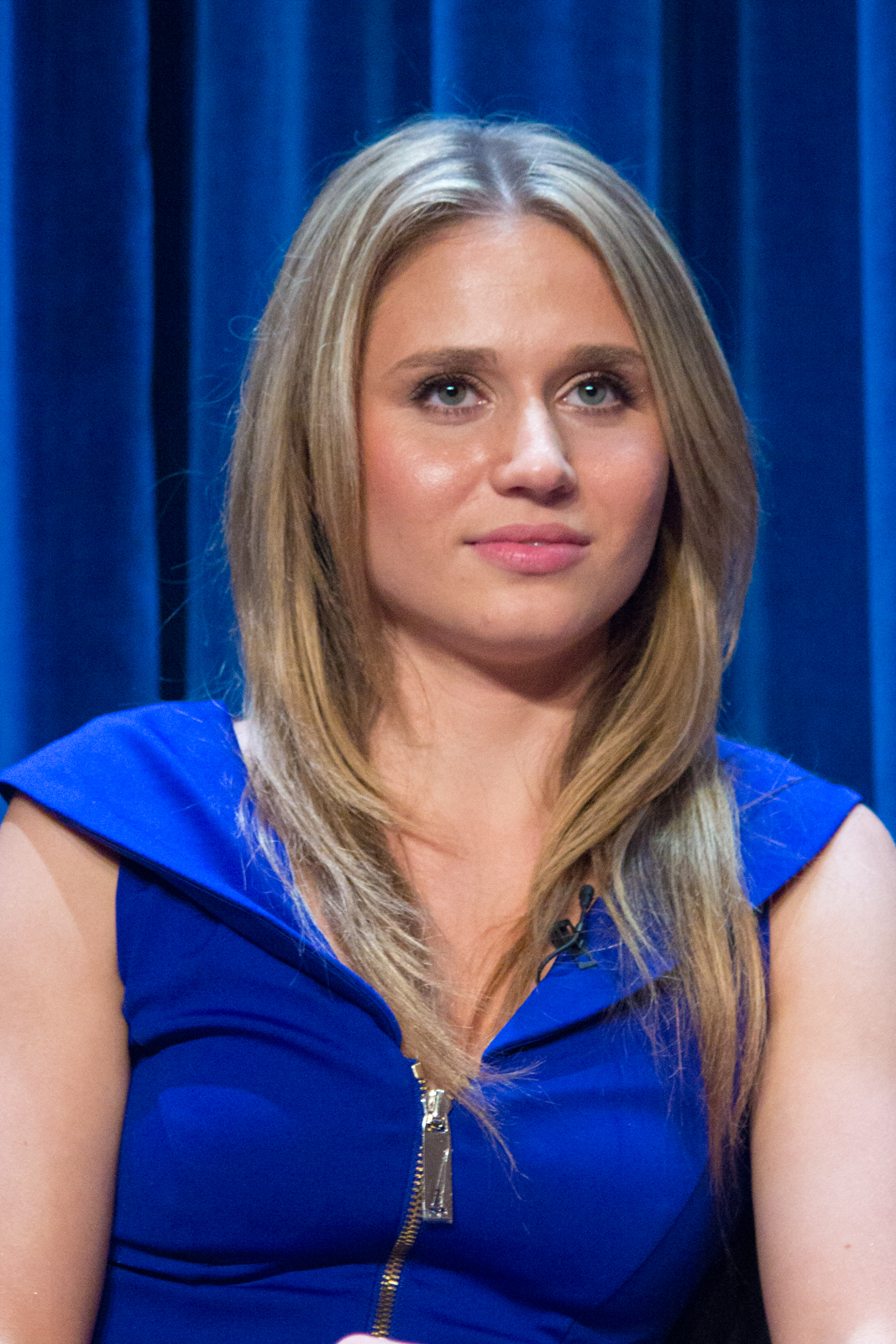
Rita Volk interpreta Amy Raudenfeld
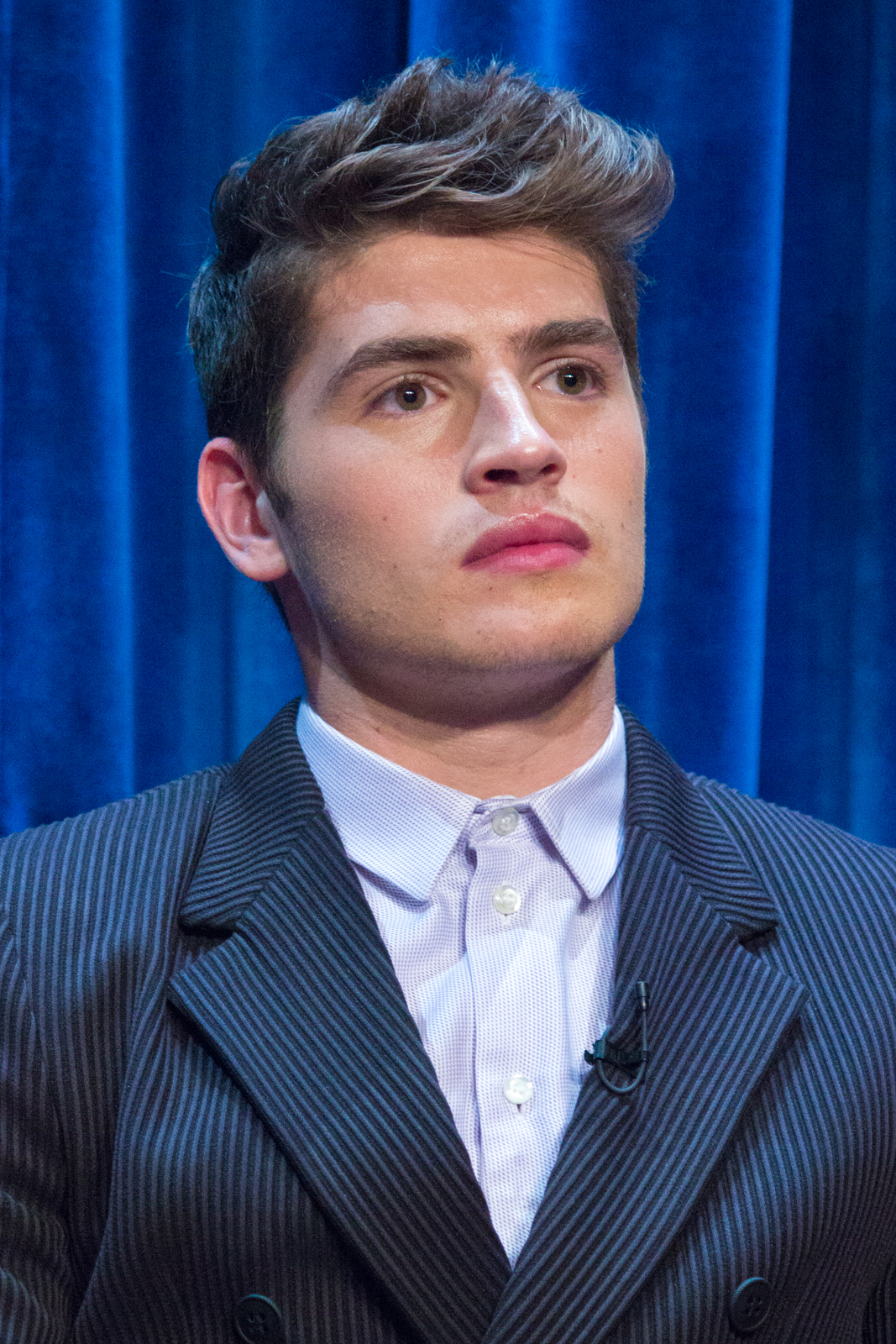
Gregg Sulkin interpreta Liam Booker
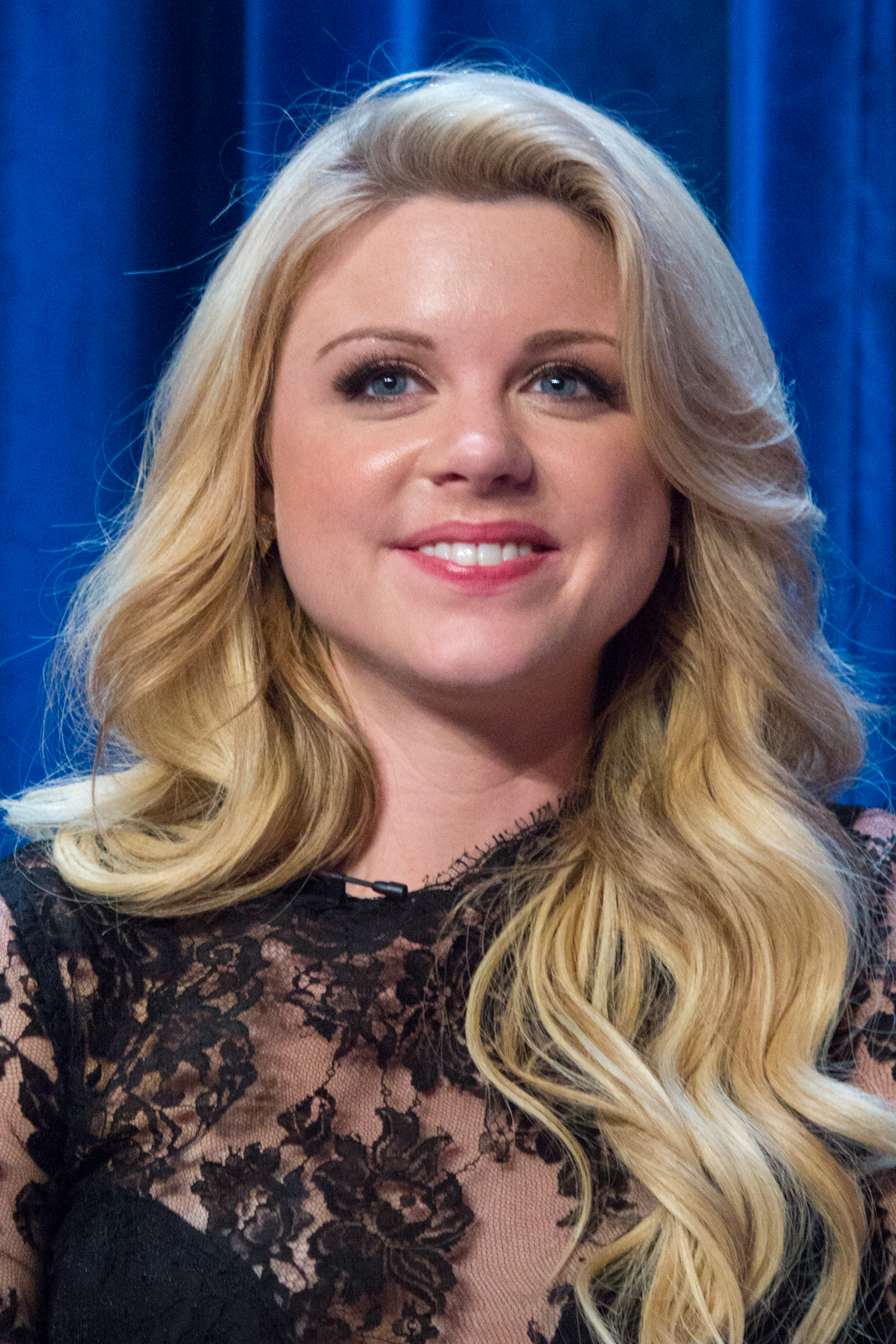
Bailey De Young interpreta Lauren Cooper
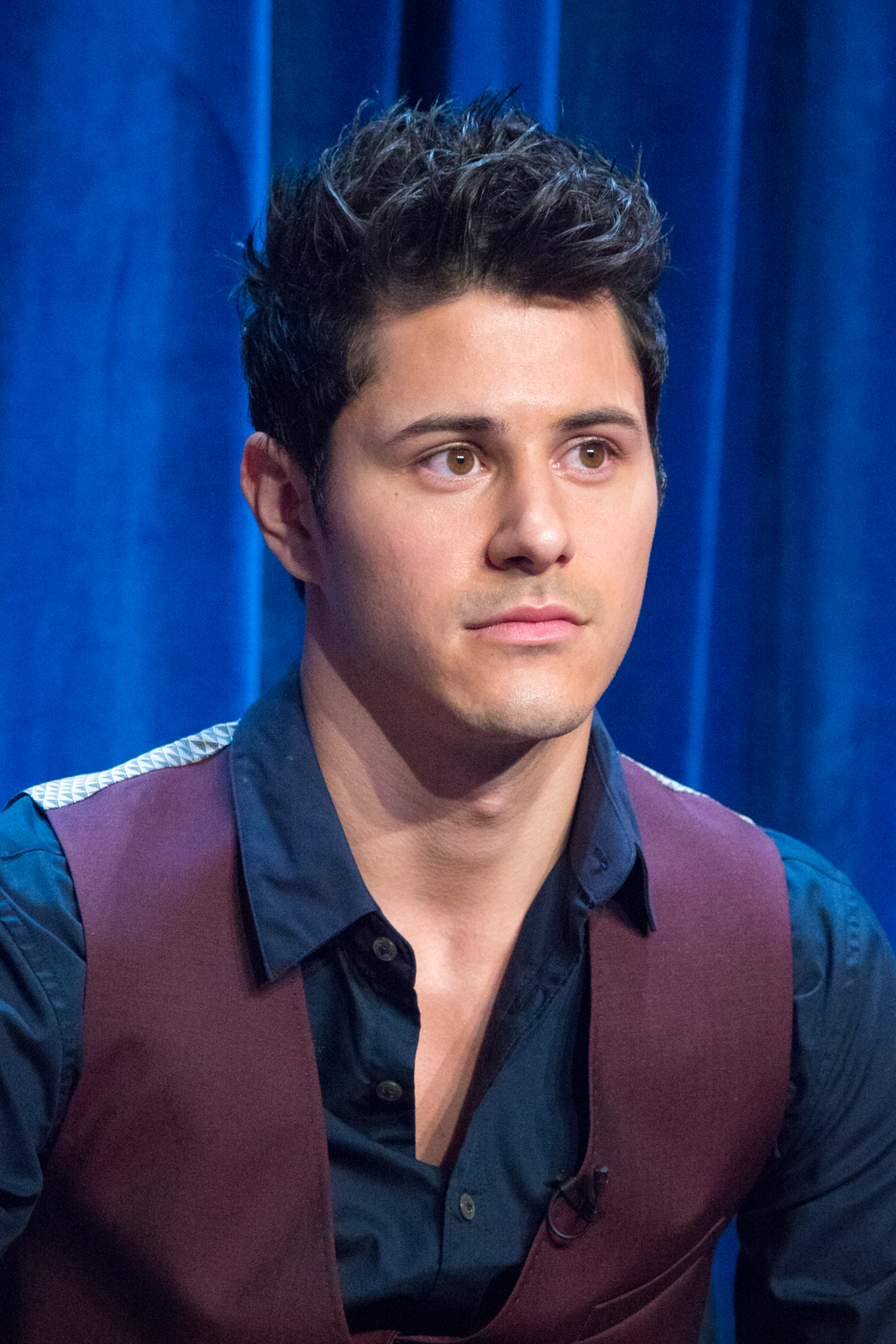
Michael J. Willett interpreta Shane Harvey

### Personaggi secondari
- Farrah, interpretata da Rebecca McFarland e doppiata da Marcella Silvestri (stagione 1-3), la madre di Amy, è una presentatrice di un notiziario locale.
- Penelope Bevier, interpretata da Senta Moses e doppiata da Jolanda Granato (stagione 1-3), la preside della Hester, diventata in seguito allo scandalo della droga vice-preside.
- Tommy Ortega, interpretato da Erick Lopez e doppiato da Maurizio Merluzzo (stagione 1-3), l'ex fidanzato di Lauren.
- Leila, interpretata da Courtney Kato e doppiata da Valentina Pallavicino (stagione 1-3), un'amica di Lauren.
- Elizabeth "Lizbeth", interpretata da Breezy Eslin e doppiata da Annalisa Longo (stagione 1-3), un'amica di Lauren.
- Pablo, interpretato da Anthony Palacios e doppiato da Andrea Beltramo (stagione 1-2), prima compagno di ballo di Lauren e poi fidanzato per un breve periodo con Shane.
- Molly Ashcroft, interpretata da Amy Farrington e doppiata da Loredana Nicosia (stagione 1-3), è la madre di Karma.
- Lucas Ashcroft, interpretato da Lance Barber e doppiato da Dario Oppido (stagione 1-3), è il padre di Karma.
- Bruce Cooper, interpretato da Dan Gauthier (stagione 1-3), è il padre di Lauren.
- Robin Booker, interpretata da Courtney Henggeler (stagione 1-2), rappresentante della Skwerkel e sorella di Liam (verrà rivelato in seguito che in realtà è la madre biologica di Liam).
- Oliver Walsh, interpretato da August Roads e doppiato da Federico Viola (stagione 1-3), è un amico di Amy che ha una cotta per lei.
- Reagan, interpretata da Yvette Monreal (stagione 2), è una DJ/cameriera ed ex fidanzata di Amy.
- Anthony "Theo", interpretato da Keith Powers e doppiato da Paolo De Santis (stagione 2-3), un amico di Liam e Shane. Intratterrà una relazione amorosa con Lauren. Verrà rivelato che è un agente della narcotici sotto copertura.
- Max Booker, interpretato da Bruce Thomas (stagione 2), è il padre adottivo di Liam, AD della Skwerkel, verrà rivelato che è il nonno di Liam.
- Duke Lewis Jr., interpretato da Skyler Maxon (stagione 2), è un lottatore di MMA ed ex fidanzato di Shane.
- Zita Cruz, interpretata da Chloe Bridges e doppiata da Benedetta Degli Innocenti (stagione 2-3), collega alla Skwerkel, amica ed in seguito fidanzata di Liam.
- George Turner, interpretato da Bernard Curry e doppiato da Patrizio Prata (stagione 2), è il nuovo preside della Hester in seguito allo scandalo della droga. È il padre di Felix.
- Felix Turner, interpretato da Parker Mack (stagione 2-3), è un nuovo studente della Hester e figlio del nuovo preside della scuola.
- Hank Raudenfeld, interpretato da Ed Quinn (stagione 2), è il padre di Amy.
- Wade, interpretato da Cameron Moulène (stagione 2), è un ragazzo bisessuale della scuola.
- Sasha Harvey, interpretata da Lindsey Shaw (stagione 2), la sorella maggiore di Shane.